# Sjachty

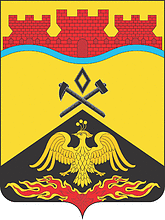
Stadens vapen.

Sjachty (ryska: Ша́хты) är den tredje största staden i Rostov oblast i sydvästra Ryssland, och har cirka 240 000 invånare. Den är belägen i Donetskbergens sydöstliga utlöpare, 75 kilometer nordöst om Rostov-na-Donu. 
Staden grundades den 3 oktober 1867 som Gornoje Grusjevskoje (Горное Грушевское). Från 1881 till 1921 kallades den Aleksandrovsk-Grusjevskij (Александровск-Грушевский). Den 13 januari 1921 fick den sitt nuvarande namn, som betyder "gruva", vilket valdes eftersom det funnits kolbrytning i regionen sedan 1700-talet. Under andra världskriget ockuperades staden av Nazityskland och många kolgruvor och byggnader förstördes av den tyska armén då den retirerade. Idag är Sjachty det huvudsakliga industriella centret i östra Donetskbäckenet.

## Administrativt område
Sjachty administrerade tidigare områden utanför själva centralorten. Dessa orter och områden är sedan 2004 sammanslagna med centrala Sjachty.
| Stad/Ort   | Invånarantal 9 oktober 2002 | Invånarantal 14 oktober 2010 | Invånarantal 1 januari 2015 |
| ---------- | --------------------------- | ---------------------------- | --------------------------- |
| Sjachty    | 222 592                     | 239 987                      | 237 233                     |
| Ajutinskij | 10 639                      | Ingen uppgift                | Ingen uppgift               |
| Majskij    | 12 155                      | Ingen uppgift                | Ingen uppgift               |
| Talovij    | 5 918                       | Ingen uppgift                | Ingen uppgift               |
| Landsbygd  | 3 417                       | Ingen uppgift                | Ingen uppgift               |
| TOTALT     | 254 721                     | 239 987                      | 237 233                     |